# 서울전곡초등학교
서울전곡초등학교는 대한민국 서울특별시 동대문구 전농동에 있는 공립 초등학교이다.

## 학교 연혁
- 1959년 4월 6일 서울전곡국민학교 개교
- 1996년 3월 1일 현재 교명으로 개칭[1]
- 2001년 11월 15일 스포츠센터 개관[2]
- 2001년 12월 28일 교사동 및 체육관 준공
- 2018년 2월 13일 제55회 졸업(104명)
- 2019년 2월 15일 제56회 졸업(94명)
- 2020년 2월 13일 제57회 졸업(93명)
- 2020년 3월 1일 제21대 이규상 교장 부임

## 학교 상징
- 교화(校花) - 장미 : 꽃잎이 탐스럽고 화려한 장미는 오래도록 아름답게 피며 심성이 곱고 예쁜 마음씨의 어린이가 되자는 뜻
- 교목(校木) - 느티나무 : 느티나무는 장수목으로 부드러우면서도 강하게 뻗어나가는 기상과 튼튼한 어린이가 되자는 뜻

## 참고 자료
- 서울전곡초등학교 - 한국교육학술정보원 학교알리미